# غواصة يو-26 (1936)
غواصة يو-26 كانت واحدة من غواصتين من نوع غواصات الفئة الأولى إيه كغواصة عابرة المحيطات أنتجتها ألمانيا النازية لسلاح بحريتها. تم تشييد يو-25 من قبل شركتي بناء السفن والآلات الألمانية وإيه جي فيزر في مدينة بريمن في حقل رقم 903، ودخلت الخدمة في في شهر مايو من عام 1936. وقد شهد مهنة قتالية قصيرة ولكنها ناجحة، حيث أغرقت إحدى عشر سفينة.
حتى عام 1940، تم استخدام يو-25 بشكل أساسي كمنصة تدريب ولأغراض الدعاية من قبل الحكومة النازية. خلال التجارب وجدو أن الغواصات من الفئة الأولى إيه كانت صعبة التعامل معها بسبب ضعف استقرارها ومعدل غطسها البطيء. في أوائل عام 1940 ، تم استدعاء القارب إلى الخدمة القتالية بسبب نقص الغواصات المتاحة. وشاركت الغواصة في ست دوريات حربية أغرقت فيها أحد عشر سفينة وألحقت ضررا بالغا بواحدة أخرى. في أول دورياته ألحقت يو-26 الضرر بثلاث سفن تجارية وألحقت أضرارًا بسفينة حربية بريطانية. في دورتها الحربية الثانية، أصبحت أول غواصة يو خلال الحرب العالمية الثانية تدخل البحر الأبيض المتوسط. شاركت الغواصة في في ثلاث دوريات أخرى ناجحة وأغرقت أربع سفن تجارية إضافية. قامت يو-26 ست دوريات في الفترة ما بين أغسطس 1939 ويوليو 1940، وقامت خلالها بإغراق أو تدمير 12 سفينة. 